# 囊瓣芹
囊瓣芹（学名：Pternopetalum davidii）是伞形科囊瓣芹属的植物，为中国的特有植物。分布在中国大陆的四川、云南、陕西等地，生长于海拔1,500米至3,000米的地区，多生长于山间谷地或林下，目前尚未由人工引种栽培。

## 别名
水芹菜（四川宝兴）